# Eugen Bantea
Eugen Bantea (n. 30 ianuarie 1921, Bârlad - m. 23 noiembrie 1987, București), a fost un istoric militar, specialist în istoria contemporană a României.

## Viață și activitate
Eugen Bantea a fost publicist, istoric militar și specialist în istoria contemporană a României. Își face studiile secundare la Bârlad, iar pe cele universitare la București ajungând doctor în istorie în 1974. Ulterior ajunge directorul Editurii Militare, perioada 1959-1969, precum și al Centrului de Studii și Cercetări de Istorie și Teorie Militară (actualul Institut pentru Studii Politice de Apărare și Istorie Militară) între 1969-1977, fiind totodată din 1970 și membru corespondent al Academiei de Științe Politice. 
Eugen Bantea a adus contribuții originale referitoare la organizarea și înfăptuirea insurecției antifasciste din 1944, precum și a felului în care România a participat la războiul antihitlerist. El a participat la numeroase reuniuni internaționale care aveau ca subiecte de discuție numeroase evenimente ce țin de istoria contemporană universală. Totodată, el a participat și la elaborarea unor lucrări de sinteză axate pe cel de-Al Doilea Război Mondial, dar și la altele referitoare la situația internațională a României.

## Operă
- Despre unele trăsături și principii ale doctrinelor militare burgheze actuale, București, 1957
- România în războiul antihitlerist, 23 august 1944-9 mai 1945, București, 1961
- August 1944-mai 1945, București, 1969
- Insurecția română în jurnalul de război al grupului de armate germane ,,Ucraina de Sud", București, 1974